# 庫克群島元
庫克群島元 是庫克群島的流通貨幣。輔幣單位為分，1元=100分。在1967年前，庫克群島使用的是紐西蘭元。

## 流通中的貨幣

### 硬幣
- 1 分
  - 正面：伊麗莎白二世
  - 背面：芋頭葉
- 2 分
  - 正面：伊麗莎白二世
  - 背面：菠蘿
- 5 分
  - 正面：伊麗莎白二世
  - 背面：芙蓉花
- 10 分
  - 正面：伊麗莎白二世
  - 背面：樹枝上的橙
- 20 分
  - 正面：伊麗莎白二世
  - 背面：燕鷗
- 50 分
  - 正面：伊麗莎白二世
  - 背面：鰹魚或者海龜（取決於發行年份）
- 1 元
  - 正面：伊麗莎白二世
  - 背面：毛利人神話中的海神
- 2 元
  - 正面：伊麗莎白二世
  - 背面：像桌子的搗臼與杵
- 5 元
  - 正面：伊麗莎白二世
  - 背面：海螺

### 紙幣

庫克群島現在使用的紙幣，在1992年發行。

- 3 元
  - 正面：在學校上課的情景
  - 背面：一群女子在跳舞
- 10 元
  - 正面：在學校上課的情景
  - 背面：進行會議
- 20 元
  - 正面：在學校上課的情景
  - 背面：兩個男子在製作小船
- 50 元
  - 正面：在學校上課的情景
  - 背面：兩個女子在編織

## 外部連結
- 唐的世界硬币画廊：Cook Islands
- 罗恩·怀斯的世界纸币：Cook Islands 镜像网站
- 现代金融系统表格－库尔特·舒勒制作：Cook Islands 镜像网站
- 环球货币历史：Cook Islands
- 《环球金融资料》货币历史表格（ 微软试算表格式）